# Đông Thắng, Ordos
Đông Thắng (chữ Hán giản thể: 东胜区, âm Hán Việt: Đông Thắng khu) là một quận thuộc địa cấp thị Ordos, Khu tự trị Nội Mông, Cộng hòa Nhân dân Trung Hoa. Quận này có diện tích 2530 km², dân số 260.000 người. Đây là trung tâm hành chính của Ordos. Tên trước đây của quận này là thành phố cấp huyện Đông Thắng. Về mặt hành chính, Đông Thắng được chia thành 9 nhai đạo biện sự xứ.